# Secret Garden (banda)
Secret Garden  é um duo irlando-norueguês composto pela violinista e compositora irlandesa Fionnuala Sherry e o compositor e pianista norueguês Rolf Løvland. Secret Garden vendeu mais de 3 milhões de discos e venceu o Festival Eurovisão da Canção 1995 com a composição "Nocturne" (Noturno). Foi a primeira e até agora única vez que uma peça musical venceu o Festival Eurovisão da Canção.
O seu sucesso na Eurovisão conduziu ao sucesso do seu primeiro álbum Songs from a Secret Garden. Este vendeu 1 milhão de cópias em todo o mundo, chegando ao disco de Platina na Noruega e Coreia do Sul, Ouro na Irlanda, Hong Kong e Nova Zelândia e manteve-se durante dois anos na parada Billboard New Age entre 1996 e 1997. Barbara Streisand adaptou a sua canção  "Heartstrings" desse álbum  como a canção  "I've Dreamed Of You" no seu álbum A Love Like Ours. Ela também usou "Heartstrings" no seu casamento com  James Brolin.
O álbum  White Stones (1997) também alcançou o top na Billboard New Age. "Dawn of a New Century", em 1999, "Dreamcatcher", em  2001, e "Once In a Red Moon", em 2002, também  tiveram  sucesso em todo o mundo, tendo alcançado o top ten na Billboard.
A canção mais famosa "You Raise Me Up", interpretada por Brian Kennedy, foi regravada por vários artistas incluindo Josh Groban, Russell Watson, Westlife, Sissel Kyrkjebø, Becky Taylor, Celtic Woman, Lena Park, Robert Tremlett e Il Divo.
Secret Garden gravaram um disco especial Dreamcatcher: Best Of, para a sua digressão na Austrália e Nova Zelândia em 2004. Esse álbum alcançou o top ten dos tops da Austrália e Nova Zelândia da música new age.

## Discografia[1]
- 1995 - Songs from a Secret Garden
- 1997 - White Stones
- 1998 - Fairytales
- 1999 - Dawn of a New Century
- 2001 - Dreamcatcher: Best of Secret Garden
- 2002 - Once in a Red Moon
- 2004 - The Ultimate Secret Garden - (Ásia)
- 2004 - Dreamcatcher: Best of Secret Garden - Special Australian Tour Edition - (Austrália)
- 2005 - Earthsongs
- 2009 - Inside I'm Singing
- 2011 - Winter Poem
- 2014 - Just the Two of Us
- 2016 - Live at Kilden
- 2018 - You Raise Me Up
- 2019 - Storyteller
- 2020 - Nocturne: The 25th Anniversary Collection